# Ovidiu Ghidirmic
Ovidiu Ghidirmic (n. 27 august 1942, Grecești, com. Valea Stanciului, Dolj, județul Dolj – d. 10 august 2017) a fost un critic literar și publicist contemporan. A studiat la Școala generală nr. 7 din Craiova, la Colegiul Național Carol I din Craiova (1956–1960) și a urmat Facultatea de Limbă și Literatură Română a Universității din București (1960–1965). Din 1978 Ghidirmic a fost membru al filialei Craiova a Uniunii Scriitorilor din România.

## Activitate profesională
- Profesor de limba și literatura română - Liceul Agricol din Calafat (1965–1966)
- Referent literar - Teatrul Național Craiova (1966–1967)
- Redactor principal - Revista „Ramuri” (1967–1974)
- Redactor principal - Editura „Scrisul românesc” (1974–1975)
- Bibliotecar principal - Biblioteca județeană „Aristia și Theodor Aman”
- Cercetător științific principal - Institutul de Cercetări Socio-umane din Craiova al Academiei Române (1980–1994)
- Conferențiar universitar doctor - Facultatea de Litere din Craiova (1994–1998)
- Profesor universitar doctor -  Facultatea de Litere din Craiova (1998–2017)
- Conducător de doctorat (2003–2017)
- Șeful Catedrei de literatură română universală și comparată (2006–2017)

## Activitate științifică

### Volume publicate
- Camil Petrescu sau pastorul lucidității, Editura „Scrisul Românesc”, Craiova, 1975
- Zaharia Stancu sau interogația nesfârșită, Editura „Scrisul Românesc”, Craiova, 1977
- Poeți neoromantici, Editura „Scrisul Românesc”, Craiova, 1985
- Proza românească și vocația originalității, Editura „Scrisul Românesc”, Craiova, 1988
- Hermeneutica literară românească, Editura „Scrisul Românesc”, Craiova, 1994
- Moștenirea prozei eminesciene, Editura „Scrisul Românesc”, Craiova, 1996
- Capodopere ale literaturii române (compendiu, coordonator științific), Editura „Didactica Nova”, Craiova, 1997
- Prelegeri despre proza fantastică românească (curs), Reprografia Universității din Craiova, 1997, 261p.
- Opere fundamentale ale literaturii române (compendiu, coordonator științific), Editura „Didactica Nova”, Craiova, 2001
- Studii de literatură română modernă și contemporană, Editura „Scrisul Românesc”, Craiova, 2002
- Studii de literatură română modernă și contemporană, Editura „Scrisul Românesc”, Craiova, 2004
- Proza românească și vocația fantasticului, Editura „Scrisul Românesc”, Craiova, 2005
- Confruntari critice, Editura „Scrisul Românesc”, Craiova, 2007
- Concepte critice, Editura „Scrisul Românesc”, Craiova, 2008
- Pro domo, vol. 1-2, Editura „Scrisul Românesc”, Craiova, 2013
- Confruntari critice. Teoria si practica hermeneuticii, Editura Academiei Române, București, 2014
- EMINESCIANA, Editura „Scrisul Românesc”, Craiova, 2016
- Orientari hermeneutice, Editura „Scrisul Românesc”, Craiova, 2016

### Ediții îngrijite și prefețe
- Fântâna, ediție din nuvelistica lui Fănuș Neagu și studiu introductiv, Editura „Scrisul Românesc”, Craiova, 1974
- Rondeluri. Psalmi. Nopțile, ediție din poezia lui Alexandru Macedonski și postfață, Editura „Scrisul Românesc”, Craiova, 1975
- Întâiele viori, ediție din poezia lui Florin Dumitrana și prefață, Editura „Scrisul Românesc”, Craiova, 1979
- Pădurea nebună, ediție  a romanului lui Zaharia Stancu și prefață, Editura „Scrisul Românesc”, Craiova, 1988
- De ce plânge mama?, ediție a romanului lui Ion D. Sârbu și prefață, Editura „Scrisul Românesc”, Craiova, 1994
- Patul lui Procust, ediția romanului lui Camil Petrescu și studiu introductiv, Editura „Scrisul Românesc”, Craiova, 1995
- Jurnalul unui jurnalist fără jurnal, ediția jurnalului lui Ion D. Sârbu și prefață, Editura „Scrisul Românesc”, Craiova, 1995
- Critice, ediție din studiile și articolele critice a lui Titu Maiorescu, Editura „Scrisul Românesc”, Craiova, 1995
- Sinapse, ediție și prefață la poezia lui Florentin Smarandache, Tucson, Statele Unite ale Americii, 1997
- Din foc și gheață, selecție din proza Carolinei Ilinca și postfață, Editura „Cartea Românească”, 2003

## Premii, distincții
- Premiul Național „Marin Sorescu” al Academiei Române pentru anul 2004
- Premiul Filialei din Craiova a Uniunii Scriitorilor pe anii 1986 (pentru volumul Poeți neoromantici), 1997 (pentru volumul Moștenirea prozei eminesciene) și 2003
- Premiul "Opera Omnia" al Filialei din Craiova a Uniunii Scriitorilor pe anul 2011
- Cetățean de onoare al orașului Craiova
- Marele Premiu Național pentru Literatură al Festivalului Internațional „Nopțile de poezie de la Curtea de Argeș”, pe anul 2011
- Ordinul Meritul Cultural, clasa a III-a, Categoria A - "Literatură", 2004
- Premiul revistei Ramuri, la centenarul revistei din 2005 [nefuncțională]
- Premiul Editurii Scrisul Românesc, pentru critică literară (2007).
- Premiul “Șerban Cioculescu” pentru critică și istorie  literară al Fundației Scrisul Românesc (1997)